# Arteria angularis
De arteria angularis of ooghoekslagader is een slagader in het gelaat, die langs de neusplooi verloopt en eindigt bij de aan de neuskant gelegen ooghoek.

## Verloop
De arteria angularis is de eindtak van de grote aangezichtsslagader, de arteria facialis, die op haar beurt weer een tak is van de arteria carotis externa, een afsplitsing van de grote halsslagader. Bij de oogkas heeft de arteria angularis verbindingen met de achterste tak van de arteria ophthalmica, de slagader naar het oog, die vanuit de schedel de oogkas binnen komt. Deze verbindingen (anastomosen) kunnen van belang zijn als de arteria ophthalmica afgesloten zou raken.